# Matuku
Matuku is een van de drie eilanden van de Moala-eilanden, een subgroep van de Lau-archipel in Fiji. Het is 57 km² groot en het hoogste punt meet 385 meter.
Op het eiland liggen zeven dorpen: Yaroi, dat tevens de hoofdplaats fungeert, Natokalau, Qalikarua, Levuka-i-Daku, Makadru, Raviravi en Lomati.